# Казинга
Казинга е естествен канал в Уганда, свързващ езерата Едуард и Джордж, които са част от системата на Големите африкански езера.
Дълъг е 32 км и е разположен в Национален парк Кралица Елизабет. Езерото Джордж е малко и със средна дълбочина от 2,4 м, захранва се от планинските потоци на Рувензори.
Популацията на хипопотами в канала е сред най-големите в света, има и голям брой нилски крокодили. Голям брой хипопотами умират, след като се заразяват с антракс, през 2005 година.
Каналът е описан като популярна зона за туризъм с диви животни. 

## Връзки
- Strolling Guides - Kazinga Channel Some photographs and information.
- The Kazinga Channel: Hippo Paradise - Wildlife Documentary в